# Josef Nečas
Josef Nečas (Valtice, 8 marzo 1952) è un cestista cecoslovacco.

## Carriera
Con la Cecoslovacchia ha disputato due edizioni dei Campionati europei (1975, 1977).

## Palmarès
- Campionato cecoslovacco: 3

Spartak ZJŠ Brno: 1975-76, 1976-77, 1977-78